# گسک ریج

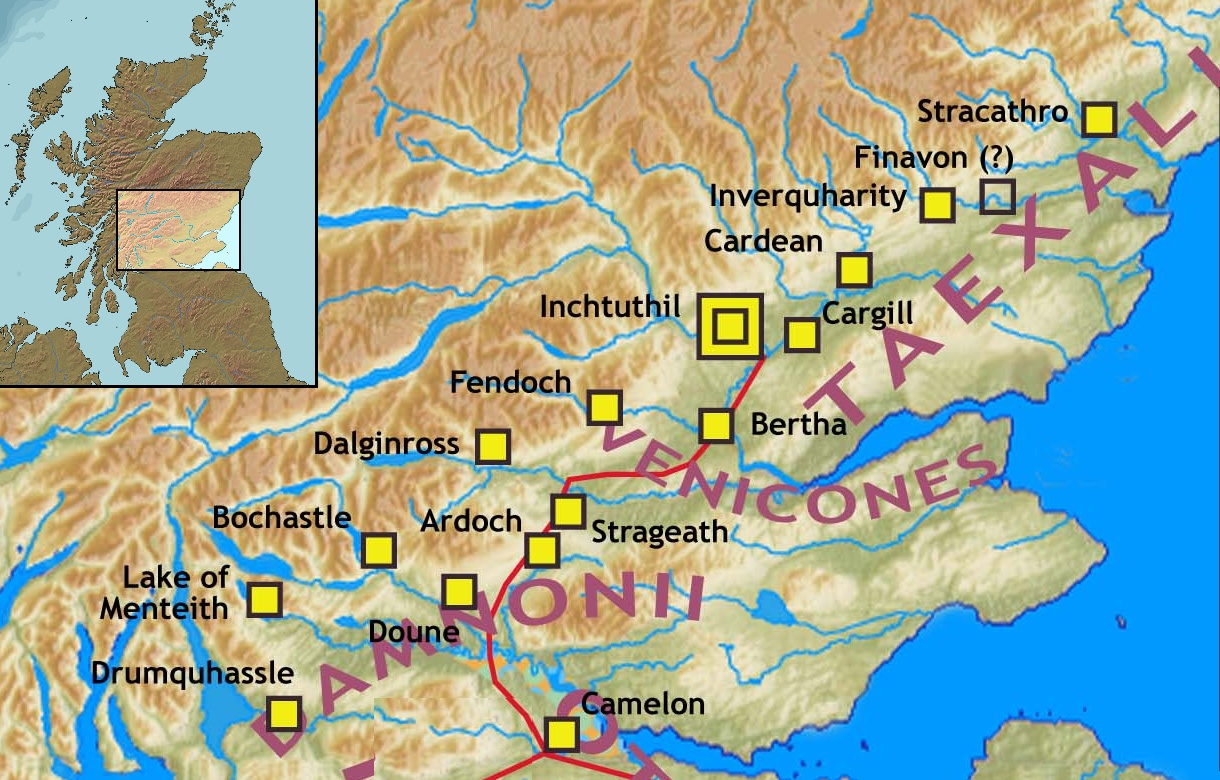
قلاع مرتبط با گسک ریج

گَسْکْ ریج (انگلیسی: Gask Ridge) نامی است که امروزه به مجموعه‌ای از کاستروم‌ها (قلعه‌های جنگی امپراتوری روم) در اسکاتلند اطلاق می‌شود که در قرن اول میلادی در راستایی ۱۶ کیلومتری در شمال رود ارن ساخته‌شده‌اند. از این قلاع احتمالاً مدت بسیار کوتاهی (در برخی موارد کمتر از ده سال) استفاده می‌شده‌است.